# Университет Бургундии
Университет Бургундии — французский университет, относится к академии Дижона. Основан в 1722 году.

## История
В 1722 году указом Людовика XV в Дижоне открывается университет. Изначально планировалось открыть 4 факультета, но находящийся поблизости университет Безансона выступил против открытия нового университета. Король идёт на компромисс и в Дижоне открывается университет, но имеет всего один факультет Права. Во время великой французской революции университет закрыт указом Национального конвента в 1792 году и заново открывается при правлении Наполеона в 1806 году. В это же время в университете открываются два новых факультета: медицины и точных наук. В 70-х годах XX века университет полностью реформируется.

## Структура
В состав университета входит 10 факультетов, 10 институтов и высшая школа инженеров.
Факультеты:
- Факультет права и политических наук.
- Факультет языков и коммуникаций.
- Факультет филологии и философии.
- Факультет медицины.
- Факультет экономики и управления.
- Факультет наук и техники.
- Факультет гуманитарных наук.
- Факультет фармацевтики и фармацевтической биологии.
- Факультет окружающей среды, земли и жизни.
- Факультет физической культуры и спорта.

Институты:
- Высший институт автомобиля и транспорта.
- Институт администрирования предприятий.
- Институт по подготовке государственных служащих.
- Институт виноделия.
- Университетский институт по подготовке профессоров.
- Университетский институт технологии Дижон-Осер.
- Университетский институт технологии Шалон-сюр-Сон.
- Университетский институт технологии Крёзо.
- Профессиональный университетский институт документаций предприятий, изображений и связей.
- Профессиональный университетский институт управления в образовательно, культурной и образовательно-подготовительной среде.

## Знаменитые профессора
- Луи Рено — французский юрист, лауреат Нобелевской премии мира в 1907.
- Гастон Башляр — французский философ и искусствовед.
- Люсьен Февр — французский историк.
- Мюриель Барбери — французская писательница, преподававшая в университете философию.